# Nakatomi (Yamanashi)
Nakatomi (Japans: 中富町, Nakatomi-chō) was een gemeente in het district Minamikoma van de Japanse prefectuur Yamanashi. Op 13 september 2004 hield de gemeente op te bestaan als zelfstandige entiteit toen het werd aangehecht bij de gemeente Minobu.
In 2003 had de gemeente een geschatte bevolking van 4230 inwoners en een bevolkingsdichtheid van 97,53 km². De totale oppervlakte bedroeg 43,37 km².